# Junta per a l'Ampliació d'Estudis
La Junta per a l'Ampliació d'Estudis i Investigacions Científiques va ser la institució encarregada de promoure la investigació i l'educació científica a Espanya en la primera part del segle xx, fins que el règim franquista la va fer desaparèixer, acabada la Guerra Civil (1936-1939).

## Fundació
La creació el 1907 de la Junta per a l'Ampliació d'Estudis i Investigacions Científiques, hereva en gran manera de la Institución Libre de Enseñanza (1873), va inaugurar una etapa de desenvolupament fins llavors no conegut per a la ciència i la cultura espanyola. El Reial Decret pel qual es crea la Junta fou signat per Alfons XIII l'11 de gener de 1907, i l'exposició del preàmbul va ser escrit per Amalio Gimeno, ministre en aquest moment. En aquesta exposició, després de citar exemples de les iniciatives d'altres països, afirmava:
| « | I, no obstant això, no manca entre nosaltres gloriosa tradició en aquesta matèria. La comunicació amb moros i jueus i la mantinguda en plena Edat Mitjana amb França, Itàlia i Orient; la vinguda dels monjos de Cluny, la visita a les Universitats de Bolonya, París, Montpellier i Tolosa; els premis i estímuls oferts als clergues pels Cabildos per anar a estudiar a l'estranger, i la fundació del Col·legi de San Clemente a Bolonya, són testimoniatge de la relació que en temps remots vam mantenir amb la cultura universal. La labor intel·lectual dels regnats de Carles III i Carles IV, que va produir la major part dels nostres actuals Centres de cultura, va tenir com a punt de partida la terminació de l'aïllament en què abans havíem caigut, oblidant la nostra tradició envejable, i va restablir la comunicació amb la ciència europea, que, interrompuda després per diverses causes, no conserva ara sinó manifestacions aïllades, com les pensions per a viatges concedides als becaris de Salamanca i el Col·legi de Bolonya. | » |

El 15 de gener van ser nomenats, per reial decret, com a vocals: Santiago Ramón y Cajal, José Echegaray, Marcelino Menéndez Pelayo, Joaquín Sorolla, Joaquín Costa, Vicente Santamaría de Paredes, Alejandro San Martín, Julián Calleja Sánchez, Eduardo Vicenti, Gumersindo de Azcárate, Lluís Simarro, Ignacio Bolívar, Ramón Menéndez Pidal, José Casares Gil, Adolfo Álvarez Buylla, José Rodríguez Carracido, Juliá Ribera Tarragó, Leonardo de Torres Quevedo, Josep Marvá, José Fernández Jiménez i Victoriano Fernández Ascarza.

## Importància
La Junta va ser l'organisme que major impuls va donar al desenvolupament i difusió de la ciència i cultura espanyoles a través d'un programa molt actiu d'intercanvi de professors i alumnes i l'establiment de beques per a estudiar com a «pensionats» a l'estranger, en un intent reeixit de sortir del pessimisme vuitcentista i obrir-se a l'estranger establint un diàleg fluent amb els països més moderns d'Europa com l'únic mitjà d'avanç i progrés. Obra de pocs homes, liderada pel seu president, Santiago Ramón y Cajal, i el seu secretari, José Castillejo, en el seu si es van formar i van treballar-hi els millors intel·lectuals i científics d'Espanya entre 1907 i 1939, com Ignacio Bolívar (que fou el segon i últim president de la Junta), Cándido Bolívar, Pío del Río Hortega, Samuel Gili i Gaya Francesc Duran i Reynals Julio Rey Pastor, Blas Cabrera, Miguel Catalán, Enric Moles, Josep Royo, Tomás Navarro Tomás, Juan Negrín, Severo Ochoa, Odón de Buen y del Cos, Ramón Menéndez Pidal, Tomás Navarro Tomás, Américo Castro, Lluís de Zulueta i María de Maeztu, entre d'altres.

## Instituts i centres
La Junta va assolir de crear un entramat de centres i laboratoris en els quals la ciència i les humanitats van començar a tenir un pes fins a aquest moment inusual. El Centro de Estudios Históricos (1910), ubicat a la Biblioteca Nacional i presidit per Ramón Menéndez Pidal; la Residencia de Estudiantes, l’Instituto Nacional de Ciencias (1910), presidit per Santiago Ramón y Cajal, que va aglutinar els ja existents com el Museu Nacional de Ciències Naturals, dirigit per I. Bolívar, el Reial Jardí Botànic de Madrid, l'Estació Biològica de Santander, el Laboratori d'Investigacions Físiques (i el seu successor l'Institut Nacional de Física i Química, allotjat a l'edifici Rockefeller), el Museu d’Antropologia, el Museu Nacional de Ciències Naturals d'Espanya; i d'altres que es crearen de nou en nou, com ara l'Estació Alpina de Guadarrama, Laboratori d’Histologia i Histopatologia del sistema nerviós, el Laboratori de Serologia i Bacteriologia o el Laboratori i Seminari Matemàtic, foren alguns d'aquests centres d'investigació en els quals professors i alumnes maldaven per arribar al nivell d'altres països i dotar Espanya de la ciència, la tècnica i la cultura més modernes i noves.

## Influència exterior
Per altra banda, la Junta per a l'Ampliació d'Estudis i Investigacions Científiques va tenir un paper decisiu en les relacions amb Amèrica Llatina, potenciades per una Reial Ordre promulgada el 16 d'abril de 1910, per la qual es donava suport a l'intercanvi de professors i alumnes i l'edició d'obres sobre la societat, l'evolució de la cultura i de l'economia i la història natural d'Amèrica. L'intercanvi suscitat va originar unes noves relacions i maneres de mirar-se i entendre's entre americans i espanyols i va afavorir la creació d'instituts, departaments i càtedres universitàries sobre llengua, cultura, història i civilització espanyoles, molts dels quals van seguir el model organitzatiu i científic dels centres espanyols de la Junta per a Ampliació d'Estudis i Investigacions Científiques en la seva organització i funcionament.

## Dissolució
L'esperit de modernització i reforma que representava la Junta no comptava amb la simpatia dels sectors que van promoure i van donar lloc a la insurrecció de juliol de 1936. El govern de Burgos en va decretar la dissolució el 19 de maig de 1938, transferint les seves funcions a un tot just acabat de fundar Institut d'Espanya, però la Junta va seguir funcionant en les zones no controlades pels insurgents fins al final de la guerra.
Acabada la Guerra Civil, el 24 de novembre de 1939, el dictador Franco va promulgar la llei per la qual es creava el Consell Superior d'Investigacions Científiques (CSIC), disposant que des d'aleshores:
| « | […] tots els Centres dependents de la dissolta Junta per a l'Ampliació d'Estudis i Investigacions Científiques, de la Fundació d'Investigacions Científiques i Assaigs de Reformes i els creats per l'Institut d'Espanya, passaran a dependre del Consell Superior d'Investigacions Científiques. | » |

Encara que el CSIC va ser fundat amb un esperit antagònic al de la Junta, i en un acte independent de la dissolució d'aquesta, és comú que es presenti aquest organisme com la seva continuació.